# آسیستول
آسیستول (به انگلیسی: Asystole) یا بدون سیستول در پزشکی، یکی از وضعیت‌های مربوط به فعالیت الکتریکی قلب است. در این حالت عضلهٔ قلب هیچ‌گونه انقباضی نداشته و قلب هیچ خروجی و جریان خونی ندارد. آسیستول یکی از شرایطی‌ست که ممکن است در برخی کشورها منجربه صدور گواهی مرگ قانونی یا مرگ بالینی توسط پزشک در محل مورد استفاده قرار گیرد.
در شرایط آسیستول، درمان توسط احیای قلبی ریوی (CPR) همراه با داروهای تنگ‌کنندهٔ رگ، مانند اپی‌نفرین (آدرنالین) ادامه می‌یابد. بعضی اوقات می‌توان یک عامل برگشت‌پذیر را شناسایی و درمان کرد.
قبلاً مداخلات زیادی توصیه می‌شد، (مثل آتروپین وریدی و دفیبریلاسیون) که دیگر امروزه در پروتکل‌های توصیه شده روتین (که توسط مراکز ماژور توصیه می‌شوند) وجود ندارد. نرخ بقا در یک بیمار ایست قلبی با آسیستول بسیار پایین‌تر از یک بیمار با ریتم متمایل به دفیبریلاسیون است. در خارج از بیمارستان، میزان زنده ماندن (حتی با مداخله اورژانس) کمتر از ۲ درصد است.

## علت‌ها
- کم‌حجمی خون
- هیپوکسی
- یون‌های هیدروژن (اسیدوز)
- سرمازدگی
- هیپرکالمی یا هیپوکالمی
- هیپوگلیسمی
- دارو یا مواد سمی (مصرف بیش از حد)
- تامپوناد قلبی
- پنوموتوراکس
- هموتوراکس
- ترومبوز (انفارکتوس میوکارد)
- ترومبوز (آمبولی ریه)
- تروما (کم‌حجمی خون، از دست دادن خون)
- ریتم فیبریلاسیون در صورت عدم احیای قلبی ریوی

## نگارخانه

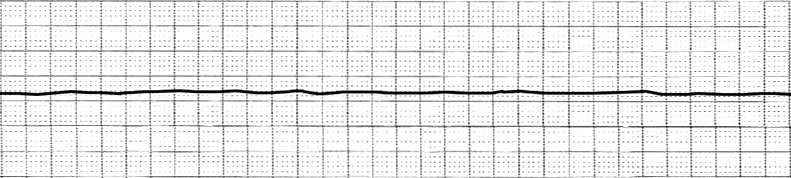
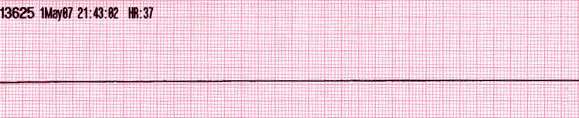